# Força nuclear feble

La desintegració beta és possible gràcies a la interacció feble, la qual transforma un neutró en un protó, un electró i un neutrí electrònic.

La força nuclear feble, també anomenada força feble o interacció feble, és una de les quatre forces fonamentals de la natura, juntament amb la força nuclear forta, la gravetat i la força electromagnètica. La força nuclear feble és la responsable de la desintegració radioactiva de les partícules subatòmiques i és la iniciadora del procés conegut com a fusió nuclear a les estrelles. La teoria de la interacció feble es coneix també com flavordinàmica quàntica (QFD, de les sigles en anglès), encara que el terme gairebé no s'utilitza perquè la força nuclear feble s'entén millor en termes de la teoria electrofeble (EWT).
Segons el model estàndard de física de partícules, la interacció feble és causada per l'emissió o absorció de bosons W i Z; per tant, es considera una força sense contacte, igual que les altres tres forces fonamentals. La interacció feble afecta tots els fermions coneguts, és a dir, les partícules que tenen un espín (una propietat de totes les partícules) semienter (és a dir, de valor ½). L'efecte més conegut d'aquesta emissió és la desintegració beta, que és una forma de radioactivitat. Els bosons W i Z són molt més pesants que els protons o neutrons; justament això explica el curt abast de la interacció feble. De fet, s'anomena «feble» perquè la seva intensitat de camp és diversos ordres de magnitud menor que la de l'electromagnetisme i la de la força nuclear forta. Té una propietat única –anomenada canvi de sabor del quark– que no ocorre en cap altra interacció. A més a més, trenca la simetria de paritat i la simetria CP. El canvi de sabor permet que els quarks canviïn el seu per un dels altres cinc.
La força feble fou originalment descrita a la dècada de 1930 per la teoria de Fermi de la interacció de quatre fermions de contacte: això equival a dir una força sense abast (és a dir, completament dependent del contacte físic). Tanmateix, en l'actualitat es descriu com un camp que té un abast (tot i que molt petit). El 1968, la força electromagnètica i la interacció feble foren unificades quan es descobrí que eren dos aspectes d'una sola força, que ara s'anomena força electrofeble. La teoria de la interacció feble es pot anomenar «sabordinàmica quàntica» (QFD, de l'anglès quantum flavordynamics), en analogia amb la cromodinàmica quàntica (QCD) i l'electrodinàmica quàntica (QED).
Les interaccions febles són més apreciables quan les partícules experimenten una desintegració beta, i en la producció de deuteri i llavors heli a partir de l'hidrogen que sosté el procés termonuclear del Sol. Aquesta desintegració també fa possible la datació basada en el carboni 14, ja que el carboni 14 es desintegra mitjançant la interacció feble en nitrogen-14. També pot crear radioluminescència, la qual s'usa en il·luminació de triti i en el camp relacionat dels betavoltaics.

## Tipus d'interacció
Hi ha dos tipus d'interacció feble (anomenats «vèrtexs»). El primer tipus s'anomena «interacció de corrent carregat» perquè és mediat per partícules que tenen una càrrega elèctrica (el bosó W+ o el bosó W-), i és el responsable del fenomen de la desintegració beta. El segon tipus s'anomena «interacció de corrent neutral» perquè és mediat per una partícula neutral, el bosó Z.

### Interacció de corrent carregat

El diagrama de Feynman de la desintegració beta negativa d'un neutró en un protó, electró i antineutrí electrònic, mitjançant un bosó W^{-} intermedi pesant

En un tipus d'interacció de corrent carregat, un leptó carregat (tal com un electró o un muó, que tenen una càrrega -1) pot absorbir un bosó W+ (una partícula amb càrrega +1) i, per tant, ser convertits en el corresponent neutrí (amb càrrega 0) el tipus («família») del qual (electró, muó o tau) és el mateix que el tipus del leptó de la interacció. Per exemple: 
{\displaystyle \mu ^{-}+W^{+}\to \nu _{\mu }}
D'una manera similar, un quark baix (d amb una càrrega de -1/3) es pot convertir en un quark dalt (u, amb una càrrega de +2/3) quan emet un bosó W- o quan absorbeix un bosó W+. D'una manera més precisa, el quark baix esdevé una superposició quàntica del quark dalt: això equival a dir que té una possibilitat d'esdevenir qualsevol dels tres tipus de quark dalt segons les probabilitats que venen donades per les taules de la matriu CKM. En canvi, un quark dalt pot emetre un bosó W+ o absorbir un bosó W- per convertir-se en un quark baix. Per exemple:
{\displaystyle d\to u+W^{-}}
{\displaystyle d+W^{+}\to u}
{\displaystyle c\to s+W^{+}}
{\displaystyle c+W^{-}\to s}
El bosó W és inestable, per la qual cosa es desintegra ràpidament amb un temps de vida molt curt. Per exemple:
{\displaystyle W^{-}\to e^{-}+{\bar {\nu }}_{e}~}
{\displaystyle W^{+}\to e^{+}+\nu _{e}~}
La desintegració del bosó W cap a altres productes pot tenir lloc, amb probabilitats diverses.
En la desintegració beta d'un neutró (vegeu la imatge superior), un quark baix dins del neutró emet un bosó W- virtual i, per tant, es converteix en un quark dalt, mentre que el neutró es converteix en un protó. A causa de l'energia involucrada en el procés (és a dir, la diferència de massa entre el quark baix i el quark dalt), el bosó W- tan sols es pot convertir en un electró i en un antineutrí electrònic. A nivell de quark, el procés es pot representar de la següent manera:
{\displaystyle d\to u+e^{-}+{\bar {\nu }}_{e}~}

### Interacció de corrent neutral
En interaccions de corrent neutral, un quark o un leptó (com, per exemple, un electró o un muó) emet o absorbeix un bosó Z neutral. Per exemple:
{\displaystyle e^{-}\to e^{-}+Z^{0}}
Igual que el bosó W, el bosó Z també es desintegra ràpidament. Per exemple:
{\displaystyle Z^{0}\to b+{\bar {b}}}

## Propietats

Diagrama que mostra la variació de la massa segons la càrrega dels sis quarks del model estàndard, les diverses rutes de desintegració a causa de la interacció feble i algunes indicacions de la seva probabilitat.

La interacció feble és única en tres aspectes:
1. És l'única interacció capaç de canviar el sabor (física) dels quarks (és a dir, canviar un tipus de quark en un altre).
2. És l'única interacció que viola la P, o simetria de paritat. També és l'única que viola la simetria CP.
3. És una interacció propagada per partícules mediadores (conegudes com a bosons de gauge) que tenen masses significatives, característica inusual que és explicada en el model estàndard pel mecanisme de Higgs.

A causa de la seva gran massa (aproximadament 90 GeV/c²) aquestes partícules mediadores, anomenades bosons W i Z, són de vida curta: tenen un temps de vida inferior a 1×10−24 segons. La interacció feble té una constant d'acoblament (un indicador de la intensitat de la interacció) entre 10−7 i 10−6, en comparació amb la constant d'acoblament de la interacció forta que és al voltant d'1 i amb la constant d'acoblament electromagnètic que és al voltant de 10−2; com a conseqüència, la interacció feble és justament feble en termes d'intensitat. La intereacció feble té un abast molt curt (entre 10−17–10−16 m). A distàncies al voltant de 10−18 metres, la interacció dèbil té una intensitat de magnitud similar a la força electromagnètica, però a distàncies al voltant de 3×10−17 m la interacció feble és 10.000 vegades més dèbil que l'electromagnètica.
La interacció feble afecta tots els fermions del model estàndard així com el bosó de Higgs; els neutrins interaccionen tan sols mitjançant la gravetat i la interacció feble i, de fet, els neutrins foren la raó original per la decisió d'adoptar el nom de «força feble». La interacció feble no produeix estats compostos (ni tampoc comporta cap energia d'enllaç nuclear), cosa que sí que passa amb la força gravitatòria a escala astronòmica, amb la força electromagnètica a nivell atòmic i amb la força nuclear forta a dins del nucli.
L'efecte més apreciable de la interacció feble és degut a la seva característica única: el canvi de sabor. Un neutró, per exemple, és més massiu que un protó (el seu nucleó germà), però no es pot desintegrar en un protó sense canviar el seu sabor (tipus) d'un dels seus dos quarks baix a dalt. Ni la interacció forta ni l'electromagnetisme permeten el canvi de sabor, per la qual cosa el procés ha de consistir en una desintegració feble; sense desintegració feble, les propietats dels quarks tals com l'estranyesa o l'encant (associades amb els quarks del mateix nom) també es conservarien al llarg de totes les interaccions. Tots els mesons són inestables a causa de la desintegració feble. En el procés conegut com a desintegració beta, un quark baix en el neutró pot transformar-se en un quark dalt emetent un bosó W- virtual que llavors es converteix en un electró i en un antineutrí electrònic.
A causa de la gran massa del bosó, la desintegració feble és molt menys probable que la desintegració forta o electromagnètica i, per tant, ocorre menys ràpidament. Per exmeple, un pió neutral (que es desintegra electromagnèticament) té una vida d'uns 10−16 segons, mentre que un pió carregat (que es desintegra mitjançant la desintegració feble) té una vida d'uns 10−8 segons, és a dir, uns cent milions de vegades més llarga. D'altra banda, un neutró lliure (que també es desintegra mitjançant la interacció feble) té una vida d'uns 15 minuts.

### isoespín feble i hipercàrrega feble
| Primera generació | Primera generació          | Primera generació      | Segona generació | Segona generació              | Segona generació       | Tercera generació | Tercera generació              | Tercera generació      |
| Fermió | Símbol                     | Isoespín feble         | Fermió           | Símbol                        | Isoespín feble         | Fermió            | Símbol                         | Isoespín feble         |
| --- | -------------------------- | ---------------------- | ---------------- | ----------------------------- | ---------------------- | ----------------- | ------------------------------ | ---------------------- |
| Electró | {\displaystyle e^{-}\,}    | {\displaystyle -1/2\,} | Muó              | {\displaystyle \mu ^{-}\,}    | {\displaystyle -1/2\,} | Tau               | {\displaystyle \tau ^{-}\,}    | {\displaystyle -1/2\,} |
| Neutrí electrònic | {\displaystyle \nu _{e}\,} | {\displaystyle +1/2\,} | Neutrí muònic    | {\displaystyle \nu _{\mu }\,} | {\displaystyle +1/2\,} | Neutrí tauònic    | {\displaystyle \nu _{\tau }\,} | {\displaystyle +1/2\,} |
| Quark dalt | {\displaystyle u\,}        | {\displaystyle +1/2\,} | Quark encant     | {\displaystyle c\,}           | {\displaystyle +1/2\,} | Quark cim         | {\displaystyle t\,}            | {\displaystyle +1/2\,} |
| Quark baix | {\displaystyle d\,}        | {\displaystyle -1/2\,} | Quark estrany    | {\displaystyle s\,}           | {\displaystyle -1/2\,} | Quark fons        | {\displaystyle b\,}            | {\displaystyle -1/2\,} |
| Totes les antipartícules esquerranes tenen un isoespín feble igual a zero. Les antipartícules dretanes tenen l'isoespín feble oposat. |                            |                        |                  |                               |                        |                   |                                |                        |

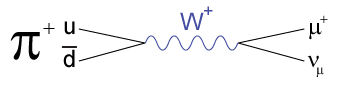
Desintegració d'un pió π^{+} mitjançant la interacció feble

L'isoespín feble (T₃) és una propietat (nombre quàntic) de totes les partícules que governa com interaccionen les partícules en la interacció feble. L'isoespín feble és a la interacció feble el que la càrrega elèctrica és a l'electromagnetisme i el que la càrrega de color és a la interacció forta. Les partícules elementals que són fermions tenen valors d'isoespín feble de ±1⁄2. Per exemple, els quarks dalt (u, c, t) tenen un T₃ = +1⁄2 i sempre es transformen en quarks baix (d, s, b), els quals tenen un T₃ = −1⁄2, i viceversa. D'altra banda, un quark mai es desintegra feblement en un quark del mateix T₃. Tal com passa amb la càrrega elèctrica, aquests dos possibles valors són iguals excepte pel que fa al signe. Els bosons tenen un isoespín feble de ±1 o de 0.
L'isoespín feble és conservatiu: la suma de tots els nombres d'isoespín feble de les partícules que surten d'una reacció és igual a la suma de tots els nombres d'isoespín feble de les partícules que entren en aquesta reacció. Per exemple, un π+ (esquerrà) amb un isoespín feble d'1 normalment es desintegra en un νμ (+1⁄2) i en un μ+ (partícula dretana, +1⁄2).
El desenvolupament de la teoria electrofeble feu que es descobrís una altra propietat, la hipercàrrega feble, la qual depèn de la càrrega elèctrica i de l'isoespín feble d'una partícula. Es defineix de la manera següent:
{\displaystyle \qquad Y_{W}=2(Q-T_{3})}
On YW és la hipercàrrega feble d'un cert tipus de partícula, Q és la seva càrrega elèctrica (en unitats de càrrega elemental) i T₃ és el seu isoespín feble. Mentre que algunes partícules tenen un isoespín feble, totes les partícules, excepte els gluons, leptons i fotons, tenen una hipercàrrega feble diferent de zero.

### Violació de simetria

Partícules dretanes i esquerranes: p és la quantitat de moviment i S és el seu espín. No existeix simetria reflexiva entre els estats.

Durant molt de temps es cregué que les lleis de la naturalesa romanien sota la mateixa reflexió de mirall, la inversa de tots els eixos espacials. S'esperava que els resultats d'un experiment vists mitjançant un mirall fossin idèntics als resultats d'una còpia reflectida en mirall de l'equip experimental. Aquesta anomenada llei de la conservació de la paritat se sabia que era respectada per la gravitació clàssica, per l'electromagnetisme i per la interacció forta; s'assumia que era una llei universal. Tanmateix, a mitjan 1950, Chen Ning Yang i Tsung-Dao Lee suggeriren que la interacció feble podria violar aquesta llei. Chien-Shiung Wu i col·laboradors seus descobriren l'any 1957 que la interacció feble viola la paritat, la qual cosa ajudà Yang i Lee a guanyar el premi Nobel de Física de l'any 1957.
Tot i que la interacció feble ja havia estat descrita per la teoria de Fermi, la descoberta de la violació de paritat i la teoria de la renormalització suggerien que calia abordar-la d'una nova manera. El 1957, Robert Marshak i George Sudarshan i, una mica més tard, Richard Feynman i Murray Gell-Mann, proposaren un lagrangià V-A (vector menys vector axial o esquerrà) per a les interaccions febles. En aquesta teoria, la interacció feble actua solament sobre les partícules esquerranes (i les antipartícules dretanes). Com que la reflexió de mirall d'una partícula esquerrana és dretana, això explica la violació de paritat. És interessant el fet que la teoria V-A fos desenvolupada abans de la descoberta del bosó Z, per la qual cosa no incloïa els camps dretans que entren en la interacció de corrent neutre.
Tanmateix, aquesta teoria permetia que es conservés una simetria composta CP. La CP combina la paritat P (canviant d'esquerra a dreta) amb una conjugació de càrrega C (canviant partícules amb antipartícules). Tornà a sorprendre els físics que, l'any 1964, James Cronin i Val Fitch mostrassin evidències clares en desintegracions de kaons que la simetria CP també es podria trencar; això els ajudà a guanyar el premi Nobel de Física de 1980. El 1973, Makoto Kobayashi i Toshihide Maskawa demostraren que la violació CP en la interacció feble requereix més de dues generacions de partícules, i predigueren de manera efectiva l'existència d'una tercera generació, fins aleshores desconeguda. Aquesta descoberta els feu guanyar la meitat del premi Nobel de Física de 2008. A diferència de la violació de paritat, la violació CPU ocorre en un petit nombre de casos, però continua de ser la resposta a la diferència entre la quantitat de matèria i antimatèria de l'univers; forma una de les tres condicions d'Andrei Sakharov per a la bariogènesi.

## Teoria o model electrofeble
El model estàndard de física de partícules descriu la interacció electromagnètica i la interacció feble com dos aspectes diferents d'una única interacció electrofeble, la teoria de la qual fou desenvolupada al voltant de l'any 1968 per Sheldon Glashow, Abdus Salam i Steven Weinberg. Aquests científics reberen el premi Nobel de Física de l'any 1979 pel seu treball. El mecanisme de Higgs dona una explicació per la presència de tres bosons de gauge massius (els tres mediadors de la interacció feble) i del fotó sense massa de la interacció electromagnètica.
Segons la teoria electrofeble, a energies molt elevades, l'univers té quatre camps de bosons de gauge sense massa similars al fotó i un doble de camp de Higgs escalar complex. Tanmateix, a energies baixes, la simetria de gauge es trenca espontàniament cap a la simetria U(1) de l'electromagnetisme (un dels camps de Higgs adquireix el valor d'expectació del buit). Aquest trencament de simetria produiria tres bosons sense massa, però aquests esdevenen integrats per tres camps similars al fotó (mitjançant el mecanisme de Higgs), la qual cosa els dona massa. Aquests tres camps esdevenen el bosó W+, bosó W- i bosons Z de la interacció feble, mentre que el quart camp de gauge, que roman sense massa, és el fotó de l'electromagnetisme.
Tot i que aquesta teoria ha produït un cert nombre de prediccions –incloent-hi una predicció de les masses dels bosons W i Z abans de la seva descoberta– el mateix bosó de Higgs encara no s'ha confirmat que s'hagi observat. El 4 de juliol de 2012, els equips experimentals del CMS i l'ATLAS al Gran Col·lisionador d'Hadrons anunciaren de manera independent que cadascun d'ells havia confirmat la descoberta formal d'un bosó prèviament desconegut amb una massa entre 125 i 127 GeV/c², el comportament fins al moment del qual era «consistent» amb un bosó de Higgs; tanmateix, afegiren una nota cautelosa manifestant que calien més dades i anàlisis abans de poder identificar positivament el nou bosó com algun tipus de bosó de Higgs sense cap dubte.